# ラフ&レディ (漫画)
『ラフ&レディ』は、森山塔による日本の成人向け漫画作品。司書房『ツカサコミックス』より単行本が出版された。

## 収録
- 情熱
- 体育館物語
- デマコーヴァ・I
- デマコーヴァ・II
- デマコーヴァ・III
- 燃えよ剣
- ラフ&レディ
- セムイの日

## 単行本
全1巻 (A5)。
- 1986年4月15日発行